# Грибок Дмитро Костянтинович
Дмитро Костянтинович Грибо́к (1 травня 1931, Олександродар — 2012) — український художник; член Спілки радянських художників України з 1970 року.

## Біографія
Народився 1 травня 1931 року в селі Олександродарі (пізніше селище міського типу Рахманівка, нині у складі міста Кривого Рогу Дніпропетровської області України). 1964 року закінчив Ленінградський інститут живопису, скульптури та архітектури імені Іллі Рєпіна, де навчався у Петра Бєлоусова, Михайла Копєйкіна, Овсія Мойсеєнка, Петра Фоміна, Леоніда Худякова.
Мешкав у Кривому Розі в будинку на вулиці Пушкіна, № 5, квартира № 34. Помер у 2012 році.

## Творчість
Працював в галузі станкового живопису та станкової графіки. Серед робіт:
- «Юзівка 1912 р. Ленінське слово» (1965);
- «Молодіжний пост» (1966);
- «Шахтар» (1966);
- «Будова 8-ї Криворізької домни» (1968);
- «Трагедія і милосердя» (1989);
- «Віче (Передача прапора Симона Петлюри Українській гвардії Патріархом Мстиславом)» (1993);
- «Скорботна панахида по 1933 році» (1995);
- поліптих «Биківня» — «Штаб злочину», «Розріз Биківнянської землі», «Прозріння», «Катівня», «Мітинг» (усі — 1997);
- «Сі Бриз — Партнерство заради миру» (2000);
- «Тарас Шевченко друкує офорти до „Мальовничої України“» (2001);
- «Папа Іван Павло II на Биківнянських могилах» (2001)

Брав участь у обласних, всеукраїнських та всесоюзних виставках з 1964 року. Персональні виставки відбулися у Києві, Львові, Москві, США (1991).
Окремі роботи зберігаються у музеях Вашингтона, Нью-Йорка, Сан-Франциско.